# Le luci della città
Le luci della città è un singolo del cantante italiano Coez, pubblicato il 16 marzo 2018 come sesto estratto dal quarto album in studio Faccio un casino.

## Video musicale
Il videoclip del brano, diretto dagli YouNuts!, è stato reso disponibile su YouTube il 17 luglio 2017. Interamente girato sul tetto di un appartamento, ricorda un frame di Fight Club, dove i protagonisti assistono alla caduta dei palazzi situati attorno a loro, con la differenza che nel videoclip la scena è statica.

## Classifiche
| Classifica (2017) | Posizione massima |
| ----------------- | ----------------- |
| Italia            | 16                |